# Hypena albiocellata
Hypena albiocellata là một loài bướm đêm trong họ Erebidae.